# کارول برانا
کارول برانا (فرانسوی: Carole Brana‎؛ زادهٔ ۱۹۸۵) هنرپیشه و مدل (شخص) چک و اسپانیایی‌تبار اهل فرانسه است.
از فیلم‌ها یا برنامه‌های تلویزیونی که وی در آنها نقش داشته‌است می‌توان به به‌سوی ماجرا و شب‌های سرخ اشاره کرد.